# دنیاگیری کووید-۱۹ در اروگوئه
دنیاگیری کووید-۱۹ در اروگوئه بخشی از دنیاگیری بیماری کروناویروس ۲۰۱۹ در جهان است. اولین مورد تأیید شده در اروگوئه در ۱۳ مارس ۲۰۲۰ در شهر مونته‌ویدئو اعلام شد.